# Simon Kochen
Simon Bernhard Kochen (né le 14 août 1934 à Anvers) est un mathématicien canadien, qui travaille dans les domaines de la théorie des modèles, de la théorie des nombres et de la mécanique quantique.

## Biographie
Kochen a reçu son doctorat de l'Université de Princeton en 1958, sous la direction de Alonzo Church, avec une thèse intitulée « Ultrafiltered Products and Arithmetical Extensions ». Depuis 1967, il a été membre du Département de Mathématiques de l'université de Princeton. Il a présidé le département de 1989 à 1992 et il est devenu le titulaire de la chaire Henry Burchard Fine de professeur de mathématiques en 1994. Au cours des années universitaires 1966-67 et 1978-79, Kochen était à l'Institute for Advanced Study.

## Travaux
Avec James Ax il prouve le théorème d'Ax-Kochen en théorie des nombres.
En 1967 Kochen et Ernst Specker ont prouvé le théorème de Kochen–Specker de la mécanique quantique et la contextualité quantique (en). Ce théorème démontre que toute théorie à variables cachées rendant compte des résultats des expériences de physique quantique est contextualiste, c'est-à-dire que les valeurs mesurées des paramètres physiques dépendent nécessairement du contexte expérimental, et non des entités physiques seules.
En 2004 Kochen et John Horton Conway ont prouvé le théorème du libre arbitre (en). Ce théorème dit que si nous avons une certaine quantité de libre arbitre, alors, sous réserve de certaines hypothèses, il en faut de même pour certaines particules élémentaires.

## Prix et distinctions
En 1967, il a été lauréat, en collaboration avec James Ax, du septième prix Cole en théorie des nombres pour une série de trois articles collectifs,, sur des problèmes diophantiens impliquant des techniques p-adiques.

## Autres publications
- Non-standard models for formal languages, 1955.